# Noble Johnson
Noble Johnson (Marshall, 18 aprile 1881 – Yucaipa, 9 gennaio 1978) è stato un attore statunitense, conosciuto anche con i nomi di Noble M. Johnson o Mark Noble.

## Biografia

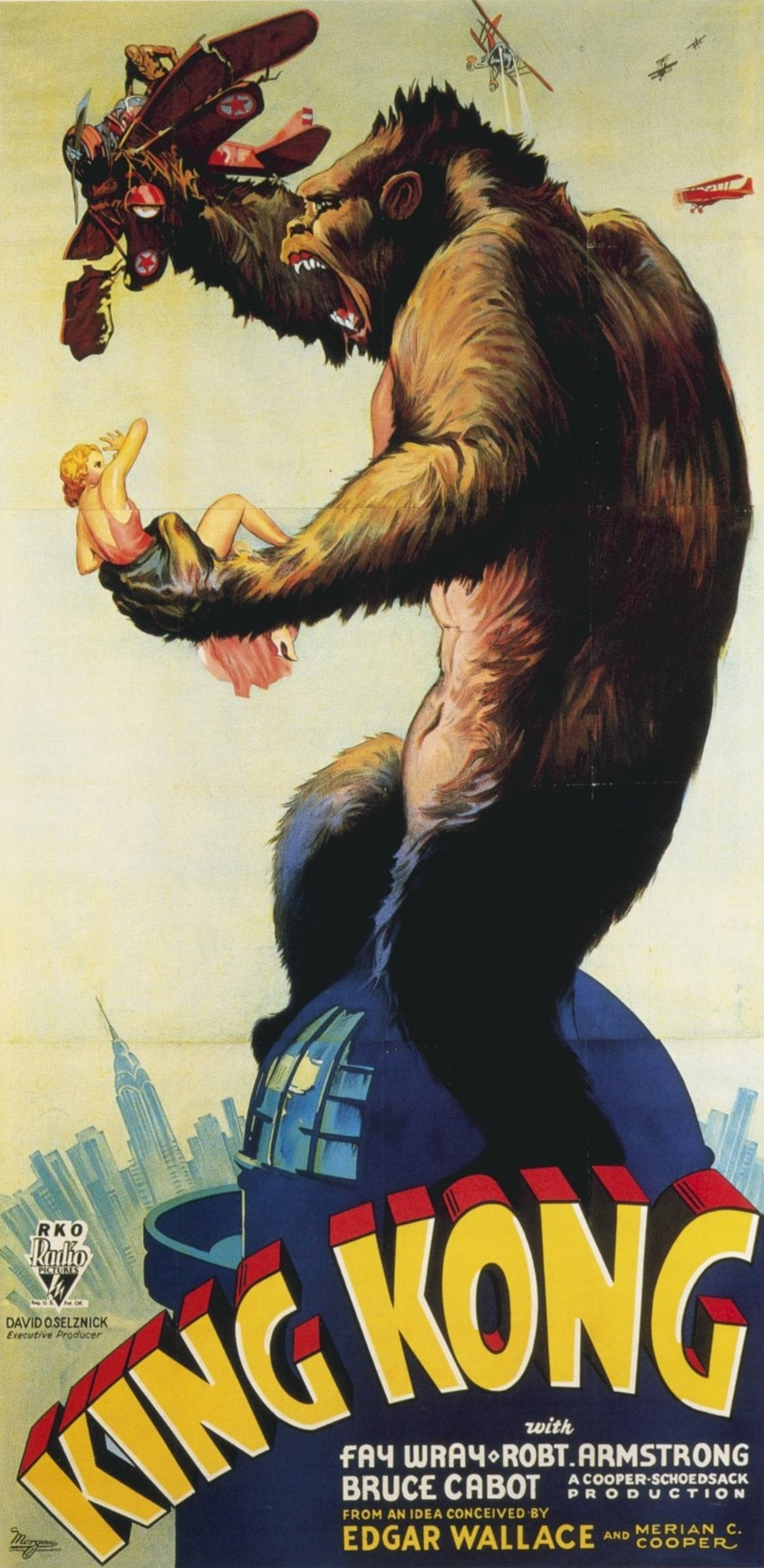
Poster di King Kong

Nato nel Missouri il 18 aprile 1881, Noble Johnson debuttò come attore cinematografico nel 1915: nella sua carriera prese parte a 144 pellicole, di cui una settantina mute, fino al 1950 anno, in cui si ritirò. Di origine afro-americana, interpretò sovente parti secondarie e, in molti western, ebbe ruoli di indiano. In King Kong del 1933, il suo ruolo era quello di un capo indigeno.
Alto un metro e 88, di corporatura robusta, di bell'aspetto, Noble Johnson aveva tutti i requisiti per diventare un caratterista molto richiesto. All'epoca del muto, ricoprì una grande quantità di personaggi in moltissimi film, soprattutto serial, western e d'avventura. Gli vennero assegnati molti parti di nero, ma anche di pellerossa o di latino. Andava bene anche per interpretare altri personaggi "esotici" o stravaganti, come potevano essere un arabo o il diavolo in Dante's Inferno.
Noble Johnson era grande amico di Lon Chaney che era stato suo compagno di scuola in Colorado. L'attore, nel 1916, fondò un proprio studio per produrre film destinati a un pubblico afro-americano, un cinema ignorato dall'industria cinematografica. La compagnia fu chiamata Lincoln Motion Picture Company e restò in attività fino al 1921. Completamente all black, la società di produzione fu la prima a proporre personaggi di neri come persone reali, non usando gli stereotipi razzisti e caricaturali che si vedevano al cinema. Johnson, presidente e star della compagnia, investiva i suoi guadagni nella Lincoln per la produzione di film. Il primo film prodotto fu nel 1916 The Realization of a Negro's Ambition. Per quattro anni, Johnson lavorò su due fronti: come attore dell'industria di Hollywood e come presidente della Lincoln. Alla fine, a malincuore, dovette abbandonare l'ambizioso progetto, non riuscendo più a conciliare le due professioni parallele.
Negli anni venti, Johnson ricoprì molti ruoli di caratterista in film di grande successo: apparve ne I quattro cavalieri dell'Apocalisse con Rodolfo Valentino, nella prima versione de I dieci comandamenti di Cecil B. DeMille, ne Il ladro di Bagdad di Raoul Walsh. All'epoca della transizione dal muto al sonoro, fu il cinese Li Po ne Il drago rosso della serie Fu Manchu, il baleniere Queequeg in Moby Dick il mostro bianco con John Barrymore nel ruolo del capitano Achab, un Nubiano in La mummia, capolavoro horror del 1932 con Boris Karloff.
Uno dei suoi ultimi film fu un classico di John Ford, I cavalieri del Nord Ovest, dove ricopriva il ruolo del capo indiano Red Shirt.

## Morte
Noble Johnson si ritirò dagli schermi nel 1950. Morì per cause naturali il 9 gennaio 1978 a Yucaipa, in California, all'età di 96 anni. Venne sepolto nel Garden of Peace dell'Eternal Valley Memorial Park di Newhall.

## Filmografia
- Mr. Carlson of Arizona, regia di Romaine Fielding (1915)
- From Champion to Tramp, regia di Romaine Fielding (1915)
- A Species of Mexican Man, regia di Romaine Fielding (1915)
- A Western Governor's Humanity, regia di Romaine Fielding (1915)
- The Realization of a Negro's Ambition, regia di Harry A. Gant (1916)
- Intolerance: Love's Struggle Throughout the Ages, regia di David W. Griffith (1916)
- The Lady from the Sea, regia di Raymond B. West (1916)
- Kinkaid, Gambler, regia di Raymond Wells (1916)
- Ventimila leghe sotto i mari (20,000 Leagues Under the Sea), regia di Stuart Paton (1916)
- A Trooper of Troop K, regia di Harry A. Gant (1917)
- Fighting for Love, regia di Raymond Wells (1917)
- Love Aflame (o Hearts Aflame) , regia di James Vincent, Raymond Wells (1917)
- The Terror, regia di Raymond Wells (1917)
- The Indian's Lament, regia di Henry MacRae (1917)
- Mr. Dolan of New York, regia di Raymond Wells (1917)
- The Hero of the Hour, regia di Raymond Wells (1917)
- A Soldier of the Legion, regia di Ruth Ann Baldwin (1917)
- The Last of the Night Riders, regia di Henry MacRae (1917)
- The Red Ace, regia di Jacques Jaccard (1917)
- Bull's Eye, regia di James W. Horne (1917)
- Play Straight or Fight, regia di Paul Hurst (1918)
- The Branded Man (1918)
- The Human Tiger (1918)
- The Lure of the Circus, regia di J.P. McGowan - serial (1918)
- The Midnight Man, regia di James W. Horne (1919)
- Il brillante dei Bryce (Lightning Bryce), regia di Paul Hurst (1919)
- I pirati del Pacifico (Under Crimson Skies), regia di Rex Ingram (1920)
- The Adorable Savage, regia di Norman Dawn (1920)
- Sunset Sprague, regia di Paul Cazeneuve, Thomas N. Heffron (1920)
- La carovana della sete (The Leopard Woman), regia di Wesley Ruggles (1920)
- I quattro cavalieri dell'Apocalisse (The Four Horsemen of the Apocalypse), regia di Rex Ingram (1921)
- Un fracco di botte (The Wallop), regia di John Ford (1921)
- Il codardo (The Bronze Bell), regia di James W. Horne (1921)
- Serenata (Serenade), regia di Raoul Walsh (1921)
- The Adventures of Robinson Crusoe, regia di Robert F. Hill (1922)
- Tracks, regia di Joseph Franz (1922)
- The Loaded Door, regia di Harry A. Pollard (1922)
- Drums of Fate, regia di Charles Maigne (1923)
- The Haunted Valley, regia di George Marshall (1923)
- Burning Words, regia di Stuart Paton (1923)
- I dieci comandamenti (The Ten Commandments), regia di Cecil B. DeMille (1923)
- A Man's Mate, regia di Edmund Mortimer (1924)
- Il ladro di Bagdad (The Thief of Bagdad), regia di Raoul Walsh (1924)
- The Midnight Express, regia di George W. Hill (1924)
- Little Robinson Crusoe, regia di Edward F. Cline (1924)
- L'Inferno (Dante's Inferno), regia di Henry Otto (1924)
- Il navigatore (The Navigator), regia di Buster Keaton e Donald Crisp (1924)
- Un'ora di follia (The Dancers), regia di Emmett J. Flynn (1925)
- Adventure, regia di Victor Fleming (1925)
- Ben-Hur: A Tale of the Christ, regia di Fred Niblo (1925)
- The Gold Hunters, regia di Paul Hurst (1925)
- Hands Up!, regia di Clarence G. Badger (1926)
- The Law of the Snow Country, regia di Paul Hurst (1926)
- The Flaming Frontier, regia di Edward Sedgwick (1926)
- La danzatrice dei tropici (Aloma of the South Seas), regia di Maurice Tourneur (1926)
- The Little Warrior, regia di John B. O'Brien (1926)
- La vergine dell'harem (The Lady of the Harem), regia di Raoul Walsh (1926)
- When a Man Loves, regia di Alan Crosland (1927)
- Red Clay, regia di Ernst Laemmle (1927)
- Il re dei re (The King of Kings), regia di Cecil B. DeMille (1927)
- Vanity, regia di Donald Crisp (1927)
- Topsy and Eva, regia di Del Lord  (1927)
- Soft Cushions, regia di Edward F. Cline (1927)
- The Gateway of the Moon, regia di John Griffith Wray (1928)
- La casa del terrore (Something Always Happens), regia di Frank Tuttle (1928)
- Marinai senza bussola (Why Sailors Go Wrong), regia di Henry Lehrman (1928)
- The Yellow Cameo, regia di Spencer Gordon Bennet (1928)
- Manhattan Knights, regia di Burton L. King (1928)
- The Black Ace, regia di Leo D. Maloney (1928)
- Yellow Contraband, regia di Leo D. Maloney (1928)
- L'arca di Noè (Noah's Ark), regia di Michael Curtiz (1928)
- Sal of Singapore, regia di Howard Higgin (1928)
- La serpe di Zanzibar (West of Zanzibar), regia di Tod Browning (1928)
- Redskin, regia di Victor Schertzinger (1929)
- Black Waters, regia di Marshall Neilan (1929)
- The Four Feathers, regia di Merian C. Cooper, Lothar Mendes, Ernest B. Schoedsack (1929)
- Il drago rosso (The Mysterious Dr. Fu Manchu), regia di Rowland V. Lee (non accreditato) (1929)
- Il serpente bianco (Mamba), regia di Albert S. Rogell (1930)
- Moby Dick il mostro bianco (Moby Dick), regia di Lloyd Bacon (1930)
- La spia (Renegades), regia di Victor Fleming (1930)
- Il mendicante di Bagdad (Kismet), regia di John Francis Dillon (1930)
- Il figlio dell'India (Son of India), regia di Jacques Feyder (1931)
- Borneo selvaggio (East of Borneo), regia di George Melford (1931)
- L'isola della perdizione (Safe in Hell), regia di William A. Wellman (1931)
- Il dottor Miracolo (Murders in the Rue Morgue), regia di Robert Florey (1932)
- La fattoria del mistero (Mystery Ranch), regia di David Howard (1932)
- Pericolosa partita ((The Most Dangerous Game)), regia di Irving Pichel e Ernest B. Schoedsack (1932)
- La mummia (The Mummy), regia di Karl Freund (1932)
- Nagana, regia di Ernst L. Frank (1933)
- King Kong, regia di Merian C. Cooper, Ernest B. Schoedsack (1933)
- L'inferno verde (White Woman), regia di Stuart Walker (1933)
- Il museo degli scandali (Roman Scandals), regia di Frank Tuttle (1933)
- Il figlio di King Kong (The Son of Kong), regia di Ernest B. Schoedsack (1933)
- Un popolo in ginocchio (Massacre), regia di Alan Crosland (1934)
- L'isola degli agguati (Murder in Trinidad), regia di Louis King (1934)
- Il tesoro dei faraoni (Kid Millions), regia di Roy Del Ruth e Willy Pogany (1934)
- I lancieri del Bengala (The Lives of a Bengal Lancer), regia di Henry Hathaway (1935)
- La donna eterna (She), regia di Lansing C. Holden, Irving Pichel (1935)
- La nave di Satana (Dante's Inferno), regia di Harry Lachman (1935)
- I deportati (Escape from Devil's Island), regia di Albert S. Rogell (1935)
- La moglie americana (My American Wife), regia di Harold Young (1936)
- Mummy's Boys, regia di Fred Guiol (1936)
- La conquista del West (The Plainsman), regia di Cecil B. DeMille (1936)
- Orizzonte perduto (Lost Horizon), regia di Frank Capra (1937)
- Alle frontiere dell'India (Wee Willie Winkie), regia di John Ford (1937)
- Maria Walewska (Conquest), regia di Clarence Brown e, non accreditato, Gustav Machatý (1937)
- Il giuramento dei quattro (Four Men and a Prayer), regia di John Ford (1938)
- Il misterioso Mr. Moto (Mysterious Mr. Moto), regia di Norman Foster (1938)
- Hawk of the Wilderness, regia di John English, William Witney (1938)
- Frontier Pony Express, regia di Joseph Kane (1939)
- Il conquistatore del Messico (Juarez), regia di William Dieterle (1939)
- La via dei giganti (Union Pacific), regia di Cecil B. DeMille (1939)
- Tropic Fury, regia di Christy Cabanne (1939)
- La più grande avventura (Drums Along the Mohawk), regia di John Ford (1939)
- Il primo ribelle (Allegheny Uprising), regia di William A. Seiter (1939)
- Inferno verde (Green Hell), regia di James Whale (1940)
- La donna e lo spettro (The Ghost Breakers), regia di George Marshall (1940)
- The Ranger and the Lady, regia di Joseph Kane (1940)
- Giubbe rosse (North West Mounted Police), regia di Cecil B. DeMille (1940)
- La taverna dei sette peccati (Seven Sinners), regia di Tay Garnett (1940)
- Avventura a Zanzibar (Road to Zanzibar), regia di Victor Schertzinger (1941)
- Hurry, Charlie, Hurry, regia di Charles E. Roberts (1941)
- Aloma dei mari del sud (Aloma of the South Seas), regia di Alfred Santell (1941)
- Shut My Big Mouth, regia di Charles Barton (1942)
- The Mad Doctor of Market Street, regia di Joseph H. Lewis (1942)
- Il libro della giungla (Jungle Boo), regia di Zoltán Korda (1942)
- I cavalieri azzurri (Ten Gentlemen from West Point), regia di Henry Hathaway (1942)
- Danger in the Pacific, regia di Lewis D. Collins (1942)
- Night in New Orleans, regia di William Clemens (1942)
- Thank Your Lucky Stars, regia di David Butler (1943)
- Il canto del deserto (The Desert Song), regia di Robert Florey (1943)
- A Game of Death, regia di Robert Wise (1945)
- Infernale avventura (Angel on My Shoulder), regia di Archie Mayo (1946)
- Plainsman and the Lady, regia di Joseph Kane (1946)
- Hard Boiled Mahoney, regia di William Beaudine (1947)
- La vergine di Tripoli (Slave Girl), regia di Charles Lamont (1947)
- Along the Oregon Trail, regia di R.G. Springsteen (1947)
- Gli invincibili (Unconquered), regia di Cecil B. DeMille (1947)
- L'eroica legione (The Gallant Legion), regia di Joseph Kane (1948)
- L'uomo che vorrei (Dream Girl), regia di Mitchell Leisen (1948)
- I cavalieri del Nord Ovest (She Wore a Yellow Ribbon), regia di John Ford (1949)
- Frecce avvelenate (Rock Island Trail), regia di Joseph Kane (1950)
- North of the Great Divide, regia di William Witney (1950)

## Doppiatori italiani
- Emilio Cigoli in Il libro della giungla